# Mamit
Mamit är en ort i Indien.   Den ligger i distriktet Mamit och delstaten Mizoram, i den östra delen av landet, 1 600 km öster om huvudstaden New Delhi. Mamit ligger 870 meter över havet och antalet invånare är 6 104.
Terrängen runt Mamit är huvudsakligen kuperad. Mamit ligger uppe på en höjd som går i nord-sydlig riktning. Runt Mamit är det glesbefolkat, med 16 invånare per kvadratkilometer. Närmaste större samhälle är Sāitlaw, 9,9 km nordost om Mamit. I omgivningarna runt Mamit växer i huvudsak städsegrön lövskog.